# Halleluja (begrepp)
| Halleluja |
| --- |
| Sida ur Skaramissalet (från Skara domkyrka, skriven 1150 och troligen Sveriges äldsta bok), med Halleluja-psalm för Kristi himmelsfärds dag - Betydelse – judisk och kristen hyllningsfras - Bakgrund – הַלְלוּיָהּ (Halləluya, hebreiska för 'Prisa Herren!') - Förekomst – på många ställen i Bibeln, inte minst i Psaltaren - Relaterat begrepp – hosianna, Jah, Jahve |

Halleluja är ett ord med främst religiöst judisk och kristen användning. Det används i samband med hyllningar av Gud och förekommer i Bibeln på många ställen, inte minst i Psaltaren. Ordet, som ordagrant betyder "Prisa Jah" (kortform av egennamnet Jahve/Jehova) har givit namn åt flera psalmer.

## Historik och användning

### Etymologi
Ordet – i latinsk form som Alleluia – är en translitterering av det hebreiska ordet הַלְלוּיָהּ (Halləluya; tiberiansk hebreiska: Halləlûyāh). Betydelsen är "prisa/lovsjung (הַלְּלוּ) 
Jah (יָהּ)". Det består grammatiskt av tre olika delar:
- hallel (verbet lovprisa, hylla)
- -u (imperativ-ändelse)
- jah (kortform för Guds vanligaste namn, översätts oftast till Herren på svenska)

### I skrift och tal
Ordet förekommer bland annat i Psaltaren också i en förkortad version, som hallelu! (prisa!).
Ordet är vanligt förekommande i Psaltaren och upptogs tidigt i den kristna gudstjänsten. Det används fortfarande inom judendomen som en del av bönerna och hörs i både judiska och kristna gudstjänster som omkväde i samband med psaltarsång och nära andra böner och lovprisanden. Inom både den romerska och bysantinska liturgin förekommer Halleluja i hyllningar till Kristus inför den avslutande evangelieläsningen.
Flera psalmer med titeln "Halleluja" har publicerats på svenska. Nedan är två exempel:
- Nr 682 i Segertoner 1988 under rubriken "Bibelvisor och körer".
- Nr 707 i Verbums psalmbokstillägg 2003 en psalmtext under rubriken "Lovsång och tillbedjan"

## Uttal
I svenska religiösa sammanhang förekommer två uttal av ordet. Det är dels med betoning på den (andra och) fjärde stavelsen (/hale:lɵ'jɑ:/), dels med betoning på den tredje stavelsen (/hale'lʉ:jɑ/). Den senare betoningen är vanlig inom frikyrkorna och Frälsningsarmén och anses bero på påverkan från engelskan. Även som allmänt begrepp utanför kyrkliga sammanhang är betoningen på den tredje stavelsen vanligen förekommande.